# Biemnidae
Biemnidae is een familie van sponsdieren uit de klasse van de Demospongiae (gewone sponzen). 

## Geslachten
- Biemna Gray, 1867
- Neofibularia Hechtel, 1965
- Sigmaxinella Dendy, 1897